# 별아 내 가슴에 (1958년 영화)
"별아 내 가슴에"는 1958년 공개된 대한민국의 영화이다.

## 배역
- 김지미
- 김동원
- 이민
- 주증녀
- 양미희
- 황정순
- 민혜련
- 주선태